# Villemoirieu
Villemoirieu är en kommun i departementet Isère i regionen Auvergne-Rhône-Alpes i sydöstra Frankrike. Kommunen ligger i kantonen Crémieu som tillhör arrondissementet La Tour-du-Pin. År 2022 hade Villemoirieu 1 890 invånare.

## Befolkningsutveckling
Antalet invånare i kommunen Villemoirieu
Referens:INSEE